# Henry Atwell Thomas
Henry Atwell Thomas, né en 1834 et mort en 1904, est un dessinateur, lithographe, affichiste et imprimeur américain.

## Biographie

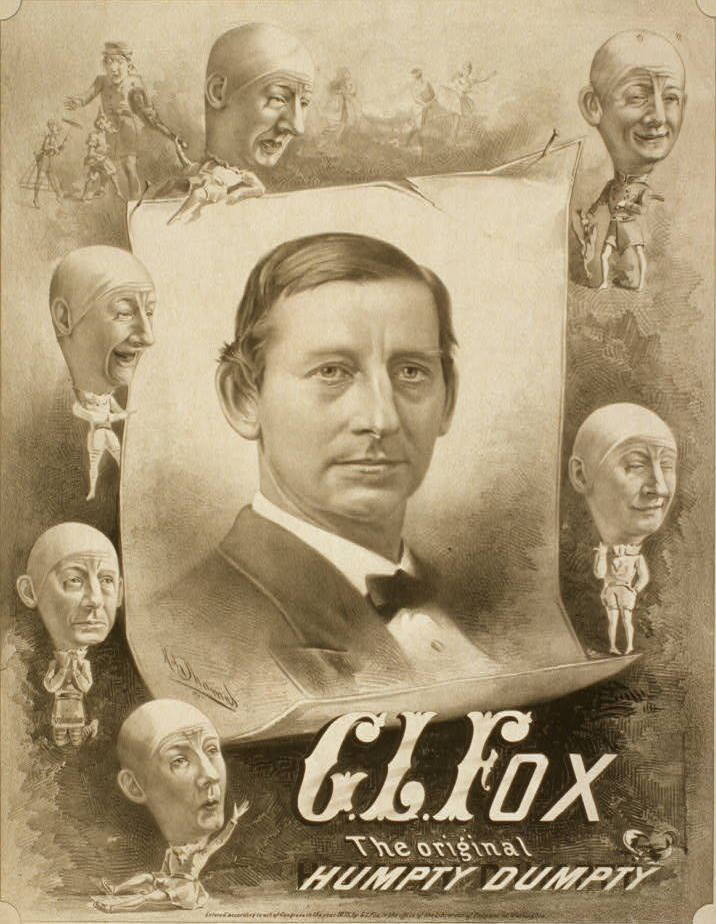
Affiche (1875) pour le mime George W. L. Fox (1825-1877).

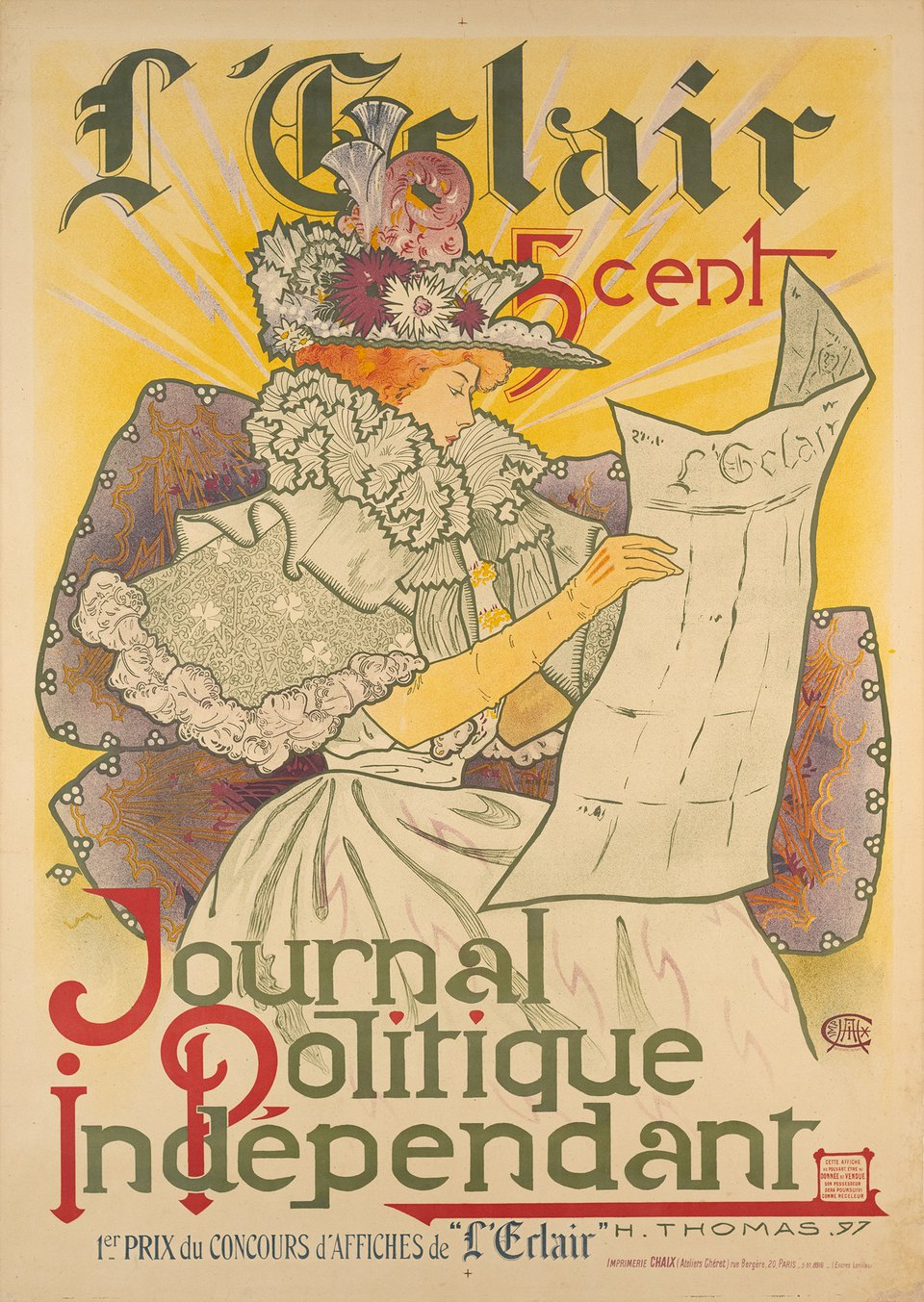
Affiche pour L'Éclair, premier prix du concours (1897).

Peintre de formation, H. A. Thomas ouvre à New York au 37 Park Row, vers 1860, une première imprimerie nommée Crow, Thomas & Eno Lithographer Company, spécialisée dans la presse chromolithographique de plans de quartier, d'estampes relatives à l'histoire américaine (militaria, hommes politiques), de cartes à jouer, de documents administratifs, d'étiquettes de produits et d'affiches de spectacles.
Vers 1873, il ouvre son propre atelier, d'abord nommé Artistic Lithographer Henry A. Thomas au 50 Bleecker Street puis en 1878, H. A. Thomas Lithographer Studio au 865 Broadway. Il dessine et produit des portraits de la plupart des comédiens et artistes de la scène newyorkaise ; il acquiert une notoriété, la qualité de ses tirages étant irréprochable. 
En 1886, l'Académie de musique américaine lui rend hommage et en fait son illustrateur portraitiste officiel pour toutes les partitions. Enfin, Thomas ouvre un nouvel atelier-presse au 118 Fourth Avenue.
Dans les années 1890, il change encore de raison sociale pour devenir H. A. Thomas & Wylie Lithographer Co, se lance dans l'affiche artistique en couleurs et il choisit de traverser l'Atlantique : il remporte en 1897 un concours d'affiches organisé par le journal belge L’Éclair : sur 500 projets, celui de Thomas est retenu. Jules Chéret décide de reproduire l'image primée dans sa revue Les Maîtres de l'affiche.
Dans la foulée de l'Art nouveau, l'atelier lithographique newyorkais de Thomas imprima les travaux de nombreux créateurs comme Maxfield Parrish et Ernest Haskell.